# NS-Baureihe 1500
Die Reihe 1500 der Nederlandse Spoorwegen (NS) ist eine Baureihe von Elektrolokomotiven für den schweren Schnellzugdienst, die von 1953 bis 1954 bei den Gorton Works in Manchester als Klasse EM2 für die British Railways gebaut, später als Klasse 77 bezeichnet und 1969 an die NS verkauft wurde.
Die von Metropolitan-Vickers in den Jahren 1953 bis 1954 gebauten sieben Lokomotiven waren ursprünglich als Class EM2, später als Class 77 geführt und wurden für die Woodhead Route zwischen Manchester und Sheffield verwendet.
Mit der Einstellung des Personenverkehrs auf der Woodhead Route im Januar 1970 wurden die Lokomotiven von den BR außer Dienst gestellt und wenig später von den NS aufgrund akuten Lokmangels angekauft. In den Niederlanden waren die Lokomotiven bis 1985 in Betrieb.

## Fahrzeugdetails
| Schlüssel: | Erhalten | Verschrottet |

| NS-Nummer | BR-Nummer | BR-Nummer | Name    | Status                                              |
| NS-Nummer | 1955      | 1957      | Name    | Status                                              |
| --------- | --------- | --------- | ------- | --------------------------------------------------- |
| 1501      | 27003     | E27003    | Diana   | Museal erhalten in den Niederlanden, Werkgroep 1501 |
| 1502      | 27000     | E27000    | Electra | Museumslokomotive Midland Railway - Butterley       |
| 1503      | 27004     | E27004    | Juno    | Verschrottet (10/1986)                              |
| 1504      | 27006     | E27006    | Pandora | Verschrottet (02/1985)                              |
| 1505      | 27001     | E27001    | Ariadne | Ausstellungsstück im Museum of Science and Industry |
| 1506      | 27002     | E27002    | Aurora  | Verschrottet (02/1985)                              |
| -         | 27005     | E27005    | Minerva | Ersatzteilspender (11/1969)                         |